# Henryk Piecha
Henryk Piecha (ur. 20 sierpnia 1946 w Chorzowie, zm. 7 stycznia 1993 tamże) – polski duchowny katolicki, dziennikarz, poeta.
Był synem Brunona (hutnika) i Reginy z Nowaków. W Chorzowie uczęszczał do szkoły podstawowej i liceum ogólnokształcącego nr 3 (maturę zdał w 1964), następnie ukończył Wyższe Śląskie Seminarium Duchowne w Krakowie. Święcenia kapłańskie przyjął w 1971 z rąk biskupa katowickiego Herberta Bednorza. Dyplom magistra teologii pastoralnej uzyskał w 1980 roku w warszawskiej Akademii Teologii Katolickiej. Na Wydziale Nauk Społecznych Uniwersytetu Śląskiego przygotowywał rozprawę doktorską Kult św. Barbary wśród górników.
Jako duszpasterz pracował w parafii św. Franciszka w Wapienicy (1971–1973, miejscowości później włączonej do Bielska-Białej), parafii św. Jana Chrzciciela w Jaśkowicach (1973–1976), parafii Niepokalanego Serca Marii w Książenicach. W tej ostatniej parafii prowadził chór i zespół muzyczny.
Od listopada 1978 dziennikarz redakcji „Gościa Niedzielnego”, od stycznia 1979 także „Wiadomości Diecezjalnych”. Publikował artykuły na tematy religijne i społeczne oraz homilie. Posługiwał się pseudonimem Atanazy, kryptonimem H.P., a wiele krótszych notatek, głównie informacji z życia Kościoła, zamieszczał anonimowo. W 1989 wziął udział w sympozjum dla dziennikarzy na Jasnej Górze.
Po ogłoszeniu stanu wojennego włączył się w duszpasterstwo rodzin osób internowanych i blisko współpracował z górnośląską „Solidarnością”.
Był autorem wierszy, których wybór znalazł się na kartach antologii poezji śląskiej W ciemnościach słyszę Boga kroki (Katowice 1986). Ks. Piecha zmarł w styczniu 1993, po ciężkiej, trwającej ponad rok chorobie. Pochowany został na cmentarzu swojej rodzinnej parafii — św. Jadwigi w Chorzowie.